# Шалфей трансильванский
Шалфей трансильванский[уточнить] (лат. Salvia transsylvanica) — вид двудольных растений рода Шалфей (Salvia) семейства Яснотковые (Lamiaceae). Растение впервые описано в 1853 году немецким ботаником Филиппом Иоганном Фердинандом Шуром.

## Распространение
Распространён в Румынии (родина растения) и России; в некоторых источниках вид считается эндемиком Румынии. Имеются сомнительные данные о произрастании вида на территории Египта. В Румынии произрастает в Восточных Карпатах и Трансильвании, в России — в северной и центральной частях страны.

## Описание, экология
Травянистое многолетнее растение высотой до 80 см, с фиолетовыми (или тёмно-синими) цветками и серо-зелёными листьями. Цветёт с июня по август.
Растёт на лугах, реже в зонах сукцессии, на высоте 250—750 м. Хорошо устойчив к заморозкам.